# Weeksita
La weeksita és un mineral de la classe dels silicats. Va ser descoberta l'any 1960 a Topaz Mountain, Utah, Estats Units i va rebre el seu nom per part de W. F. Outerbridge et al. en honor d'Alice Mary Dowse Weeks (1909 - 1988) mineralogista del Servei Geològic dels Estats Units que més tard va ser professora de mineralogia de la Universitat de Temple.

## Característiques
La weeksita és un silicat de fórmula química K₂(UO₂)₂(Si₅O13)·4H₂O. A més dels elements de la seva fórmula, pot contenir impureses d'alumini, bari, calci, carboni, ferro i sodi. Cristal·litza en el sistema ortoròmbic en cristalls en forma de tallant o aciculars, aplanats en {010} i allargats al llarg de [001], també en cristalls en forma de planxes, esferulites i en agrupaments fibrosos radiants. És de color groc i la seva duresa a l'escala de Mohs és 1 a 2. És un mineral radioactiu que emet més de 70 Bq/g.
Segons la classificació de Nickel-Strunz, la weeksita pertany a «09.AK: Estructures de nesosilicats (tetraedres aïllats), uranil nesosilicats i polisilicats» juntament amb els següents minerals: soddyita, cuprosklodowskita, oursinita, sklodowskita, boltwoodita, kasolita, natroboltwoodita, uranofana-β, uranofana, swamboïta, haiweeïta, metahaiweeïta, ranquilita, coutinhoïta, ursilita, magnioursilita, calcioursilita i uranosilita.

## Formació i jaciments
La weeksita es forma en filons d'òpal en riolites i aglomerats, també en gresos i pedres calcàries.
Ha estat trobada en molts indrets del món, especialment als Estats Units on n'existeixen jaciments a Arizona, Califòrnia, Nevada, Nou Mèxic, Pennsilvània, Texas, Utah i Wyoming. També ha estat trobada a Alemanya, Austràlia, el Brasil, el Japó, Mèxic, Namíbia, el Perú, la República Txeca, Romania i Xile.
Sol trobar-se associada amb altres minerals com: òpal, calcita, guix, fluorita, uraninita, uranofana, boltwoodita, carnotita i margaritasita.